# Oligosarcus argenteus
Oligosarcus argenteus är en fiskart som beskrevs av Günther, 1864. Oligosarcus argenteus ingår i släktet Oligosarcus och familjen Characidae. Inga underarter finns listade i Catalogue of Life.